# Auguste Pointelin
Auguste Emmanuel Pointelin, né à Arbois le 23 juin 1839 et mort à Mont-sous-Vaudrey le 9 avril 1933, est un peintre français.
Son œuvre dépeint principalement les paysages du Jura.

## Biographie
Né de parents limonadiers-vignerons, Auguste Pointelin décide adolescent de devenir peintre. Élève au collège d’Arbois, il suit l'enseignement du professeur de dessin Victor Maire. Sur les conseils de son maître, Pointelin devient professeur et choisit les mathématiques afin de n'avoir que quatorze heures de cours par semaine, au lieu de vingt pour les lettres. Il est tout d'abord répétiteur au lycée de Douai puis, à partir de 1871, professeur de mathématiques au collège d'Avesnes-sur-Helpe dans le Nord.
En 1865, Pointelin se rend à Paris afin de visiter le Salon des artistes français. Ce Salon fut certainement l’un des plus libéraux, après le scandale du Salon des refusés de 1863, et plus de 3 000 œuvres y étaient exposées, dont des œuvres de Claude Monet, Edme-François Daubigny, Camille Pissarro, Auguste Renoir, Henri Fantin-Latour, le Portrait de Proudhon par Gustave Courbet et l’Olympia d'Édouard Manet. Depuis l’école de Barbizon et Jean-Baptiste Corot, le goût pour le paysage s’est propagé, et le Salon présente de nombreux suiveurs de ces peintres. Robert Fernier, fondateur du musée Courbet à Ornans, rapporte les souvenirs de Pointelin sur ce premier Salon : « Je vis des tableaux qui semblaient offrir le même intérêt par le sujet et par la manière dont ils étaient traités. Je les comparai et je compris que l'art n'était pas fait d'exécution mais de simplification ». Enthousiasmé et sûr d'y trouver un jour sa place, il y expose effectivement l’année suivante, en 1866, deux toiles. Le Salon de 1866 est particulièrement agité à la suite du suicide de Jules Holtzapffel, l’un des refusés, mais ce sont surtout les deux tableaux de Courbet, La Remise des chevreuils en hiver et La Femme au perroquet qui marquent le public. En confrontant ainsi ses premiers essais aux toiles des autres artistes du Salon, il juge ses tableaux « d'une convention stérile » et n'expose à nouveau qu'en 1869.
En 1870, il épouse à Paris, Marie Adelina Durand et n'expose pas pendant trois ans.

### Un artiste indépendant
Pointelin mène une double vie : professeur de mathématiques pendant près de 20 ans dans le Nord et peintre du Jura, il ne cesse de peindre de mémoire les paysages franc-comtois et suit une carrière « semi-officielle », exposant régulièrement de 1874 jusqu'à sa mort, récoltant prix et récompenses au cours des années mais restant en marge des cercles artistiques et des courants picturaux majeurs.

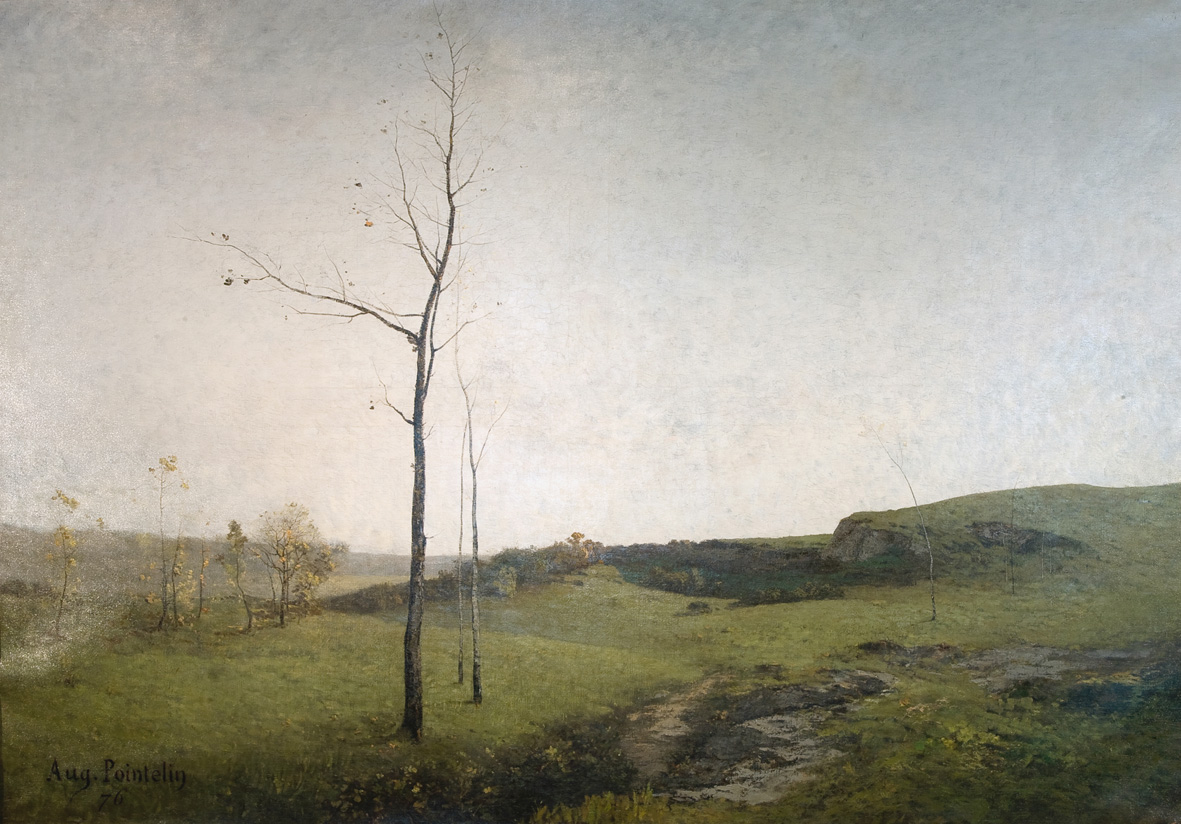
Sur un plateau du Jura, l'automne (1876), huile sur toile, musée des beaux-arts de Dole.

Ne cédant ni au courant réaliste, ni à l’idéal rustique des peintres de Barbizon, ni aux tentations coloristes des impressionnistes, son originalité est révélée dans son grand tableau de 1876, Sur un plateau du Jura. Récompensé au Salon par une mention honorable, et aujourd’hui conservé au musée des beaux-arts de Dole, il surprend par la taille et l’austérité de ce paysage dénudé et inhabité. À la suite de ce succès et sur la recommandation de Louis Pasteur, le tableau est acheté par l'État.
C'est à nouveau grâce à l’appui de Pasteur qu'il est nommé en 1876 au lycée Louis-le-Grand à Paris. Pointelin, malgré son choix délibéré de peindre le Jura, souhaite vivre à Paris, « milieu propice à tous les progrès ». Là, comme lors de ses années passées dans le Nord, il ne s’éloigne que rarement de son principal sujet : le « souvenir affectif » des paysages jurassiens, la traduction de son émotion face à une nature dépouillée de tout artifice et de toute anecdote. Il ne peint pas d’après nature mais d’après son sentiment. Jules de Gaultier, célèbre pour son analyse sur le bovarysme, et de fait connaisseur des âmes sensibles, compare l’impression provoquée par les œuvres Pointelin au sentiment de la nature même, à l’émotion intime que l’homme éprouve face au monde. Pointelin, dans ses paysages le plus souvent et volontairement inhabités, sans scène historique ou champêtre, confronte le spectateur à sa propre solitude, « en nous inscrivant en dehors du cadre, à sa propre place, celle de l'artiste ». « Pour ce "méditatif", l’image n’est rien : il va plus loin que l’image, plus loin que l’impression, plus loin que la vie terrestre… Il traduit, en d’insoupçonnables tonalités, le monde des âmes et l’immense univers des aspirations éthérées ».

### Les fusains

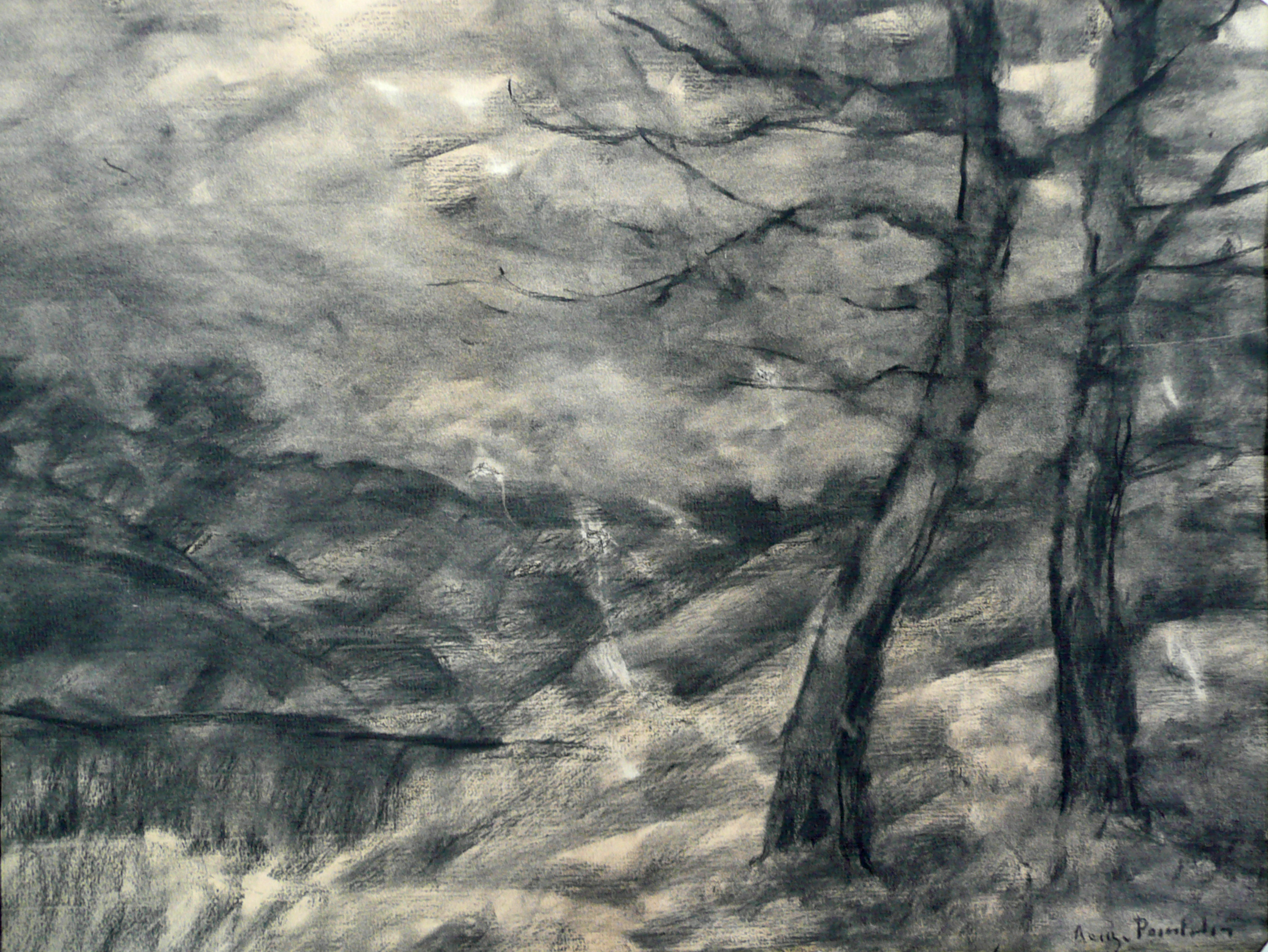
Paysage, fusain, musée des beaux-arts de Dole.

Préférant l'heure indécise entre chien et loup et les aubes incertaines, il devient pour le public et la critique le « peintre des crépuscules ». Charles Saunier décrit des « impressions de nuit », et la lumière de ses œuvres qui se devine, se dérobe, se cherche et surprend par son intensité et son étrangeté. Dans ses fusains, les ciels sont électriques et suggèrent des bourrasques et des orages menaçants. « De loin, la profondeur du noir capte le regard, de près, la subtilité des nuances de gris foncé éclairent les paysages ». Les fusains occupent une place primordiale dans son œuvre et deux articles importants lui seront consacrés par ses amis Marie Michaud-Lapeyre et Emmanuel Templeux. Ce dernier, peintre lui-même, évoque un « magma de fusain […] où semble-t-il, un monde invisible rayonne, agit et pense ».

### Les pastels

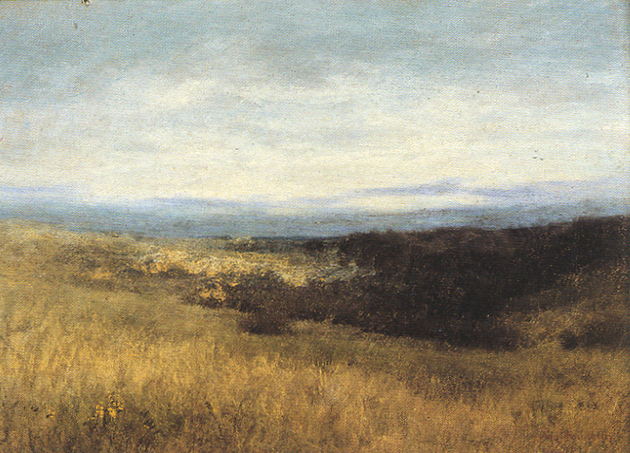
La Combe aux vipères (1885), pastel, Arbois, musée Sarret de Grozon.

Dans ses pastels, les impressions colorées donnent à ses paysages d'élection une lumière plus tendre. Il expose son premier pastel au Salon de 1878 et celui-ci est tout de suite remarqué par la critique. Le renouveau du pastel, porté par des artistes très différents les uns des autres, comme Odilon Redon ou Edgar Degas, se concrétise en 1885 par la création de la Société des pastellistes français, mais Pointelin ne participera jamais à leurs expositions. Il explorera toutes les possibilités de ce medium jusqu'à la fin de sa vie, comme le fusain, ne semblant privilégier aucune technique au cours de sa carrière. Pointelin crée une atmosphère lumineuse où la solitude mène le spectateur à une rêverie méditative. « Dans les pastels les plus abstraits, les modulations sourdes et l’opacité de la matière engloutissent le spectateur dans des méandres de couleurs. Les sols se dérobent et fusionnent avec un ciel infiniment coloré. Ces pastels montrent des effets atmosphériques lyriques et oniriques plus empruntés aux derniers Turner qu’à aucun peintre français. »
En 1897, Auguste Pointelin revient dans le Jura et s’installe à Mont-sous-Vaudrey, tout en conservant son atelier et son domicile parisiens. Sa vie artistique parisienne n'en continue pas moins et jusqu’à sa mort en 1933, il peint, dessine et expose régulièrement au Salon. En 1899, à l’occasion de ses 60 ans, une exposition rétrospective est organisée à la galerie des artistes modernes au 19, rue de Caumartin. Cette exposition monographique mit particulièrement en valeur son évolution et l'importance de ses pastels et fusains. Elle inaugure également une seconde vie pour le peintre, entièrement consacrée cette fois à ses recherches vers un synthétisme de plus en plus marqué, menant à une abstraction caractérisée par « la réduction de la palette chromatique, un rendu très subtil de la lumière, une volonté de souligner la structure du paysage en éliminant tout élément anecdotique ». 

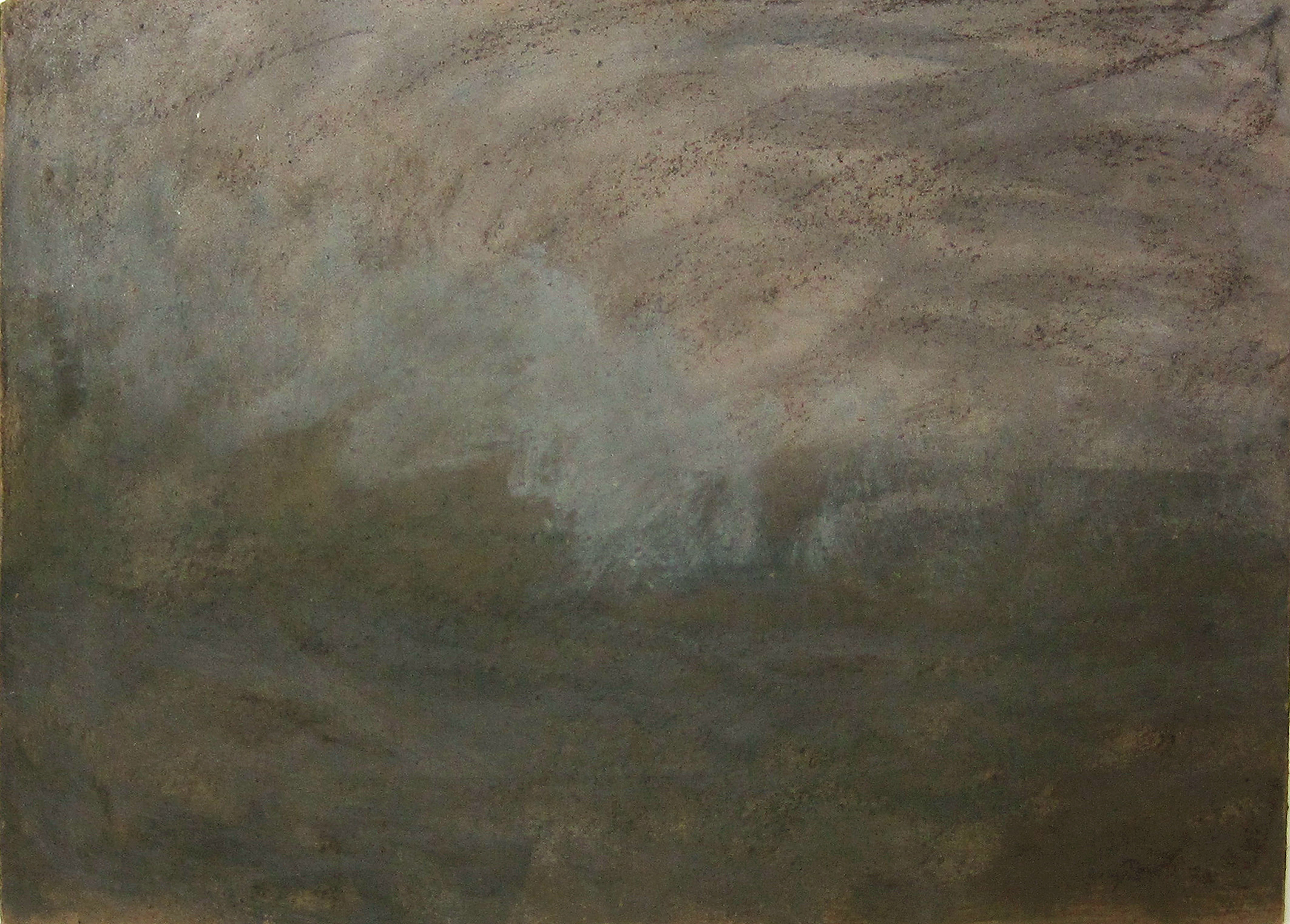
Paysage (Jura, matin), pastel, musée des beaux-arts de Dole.

À sa mort en 1933, Claude Roger-Marx lui rend hommage dans La Nouvelle Revue française : « À l'image de ces espaces inhabités qui sont peints toujours de souvenir, délivrés du détail et de l'éphémère, l'art de Pointelin, […] se dénude de plus en plus […] Éliminant de plus en plus tout accident pour s'en tenir à l'éternité du sol, aux ondulations de terrains, coupés de rares verticales, Pointelin veut que l'intérêt principal du tableau réside dans un dialogue à voix basse : celui de la terre et du ciel. Ici, de toutes les lignes, la plus pathétique se trouve toujours être la ligne d'horizon ».
À Dole, une rue, une place et une école publique portent son nom. À Arbois, sa maison natale se trouve au 6 avenue Pasteur. Une plaque commémorative est apposée sur la façade.

## Expositions et récompenses
- 1866 : première exposition au Salon des artistes français.
- 1869 et 1870, puis de 1874 à 1933 : Salon des artistes français.
- 1878 : médaille de troisième classe au Salon grâce pour Une prairie dans la Côte d'Or, acquis par l'administration des Beaux-Arts et attribué au musée de Sens.
- 1880 : Soir de Septembre, acquis par l'État pour le musée du Luxembourg, déposé au musée des beaux-arts de Lons-le-Saunier.
- 1881 : médaille de seconde classe pour Coteau Jurassien, acquis par l'État et attribué au musée des beaux-arts et d'archéologie de Besançon.
- 1884 : La Combe aux vipères, pastel, acquis par l'État et attribué au musée Sarret de Grozon d'Arbois.
- 1884 : exposition des dessins de l’école moderne (1780-1884) à l’École des beaux-arts de Paris.
- 1886 : chevalier de la Légion d'honneur.
- 1889 : expose six tableaux et quatre dessins à l’Exposition universelle à Paris où il reçoit une médaille d’or.
- 1897 : expose deux paysages : Les Prés dans le Jura et Côteaux le soir au Salon de Bruxelles [19].
- 1899 : première exposition rétrospective à la galerie des artistes modernes, rue de Caumartin à Paris.
- 1900 : Exposition universelle à Paris, où il participe à l’exposition décennale. Médaille d’or.
- 1904 : officier de la Légion d'honneur.
- 1912 : exposition collective Les Pompiers à la galerie Georges Petit, Paris.
- 1923 : commandeur de la Légion d'honneur.
- 1927 : exposition rétrospective au musée des beaux-arts et d'archéologie de Besançon.
- 1931 : Salon des Annonciades de Pontarlier.
- 1933 : musée des beaux-arts de Lons-le-Saunier, Paysages comtois.
- 1934 : Salon des Annonciades de Pontarlier, exposition rétrospective.
- 1936 : exposition rétrospective au Salon des artistes français.
- 1983 : Arbois, musée Sarret de Grozon, Auguste Pointelin : 1839-1933, exposition organisée par la Maison des jeunes et de la culture d'Arbois.
- 1993 : Auguste Pointelin, musée des beaux-arts de Dole, commissaire d'exposition : Anne Dary & Armelle Jacquinot.
- 2009 : Le Mystère Pointelin, Courlans, galerie Antiquités Rouget de Lisle.
- Du 30 avril au 29 août 2010 : Auguste Pointelin (1839-1933), les dessins, Saint-Claude, musée de l'Abbaye, commissaire d'exposition : Valérie Pugin.
- Du 1er juillet au 15 septembre 2013 : Clarté crépusculaire, Arbois, musée Sarret de Grozon.
- 2018 : Auguste Pointelin. La clarté intime de la terre, musée des beaux-arts de Dole, musée Sarret de Grozon, Pontarlier, musée municipal, commissaires d'exposition : Isabelle Julia & Armelle Jacquinot

## Collections publiques
- Angers, musée des Beaux-Arts.
- Arbois, musée Sarret de Grozon.
- Besançon, musée des Beaux-Arts et d'Archéologie.
- Dijon, musée des Beaux-Arts.
- Dole, musée des Beaux-Arts.
- Grenoble, musée des Beaux-Arts.
- Le Havre, musée d'art moderne André-Malraux (MuMa).
- Lons-le-Saunier, musée des Beaux-Arts.
- Lyon, musée des Beaux-Arts.
- Mâcon, musée des Ursulines.
- Paris :
  - musée d'Orsay ;
  - musée Pasteur.
- Reims, musée des Beaux-Arts.
- Sens, musée de Sens.
- Valenciennes, musée des Beaux-Arts.
- Vesoul, musée Jean-Léon Gérôme.

## Publications
- « Pasteur et les artistes », Franche-Comté et Monts Jura, no 41, numéro spécial « Le centenaire de Pasteur », novembre 1922, p. 70-74.
- Credo spiritualiste déduit de la science, Lons-le-Saunier, Imprimerie moderne, 1912.
- Art et spiritualisme, Paris, La pensée française, 1925.
- « La vie dans l’univers », L’Art, janvier-février 1931, no 6, p. 216-217.